# Stanko Živic
Stanko Živic, slovenski rimskokatoliški duhovnik, salezijanec in profesor, * 6. april 1920, Gradišče pri Vipavi, † 1. oktober 2007, Trst.

## Življenje in delo
Ljudsko šolo je obiskoval v Ložah pri Vipavi in goriškem Alojzijevišču, tu tudi gimnazijo, ki pa jo je končal v Brescii. Teologijo je študiral v Padovi in jo končal z disertacijo o redovnici Ivanki Kremžar. Mašniško posvečenje je prejel 29. junija 1948. Do svojega prihoda v Trst je bil vedno profesor književnosti na srednjih šolah Salezijanske družbe: 1941-1944 Pordenone, 1948-1949 Este pri Padovi, 1950-1963 ponovno v Pordenone, 1964-1965 v Cison di Valmarino in 1966-1977 Mogliano Veneto, kjer je bil nekaj let tudi ravnatelj šole. Leta 1978 je prišel v Trst v salezijansko župnijo sv. Janeza Bosca. Tu je postal spovednik in župniški pomočnik za slovenske vernike. 15. januarja 1981 je prevzel isto službo tudi v župniji sv. Vincenca v Trstu.